# Tomasz Kędziora
Tomasz Kędziora (Sulechów, 11 giugno 1994) è un calciatore polacco, difensore del PAOK, in prestito dalla Dinamo Kiev, e della nazionale polacca.

## Carriera

### Club
È cresciuto calcisticamente con il Lech Poznań, squadra con cui ha anche esordito a livello professionistico il 27 ottobre 2012 contro il Jagiellonia, subentrando al 62' a Hubert Wołąkiewicz. Con il Lech conquista un titolo di Ekstraklasa e due Superpuchar Polski. Nel 2017 viene acquistato dagli ucraini della Dinamo Kiev. L'8 dicembre 2019, in occasione della partita di campionato tra Dinamo Kiev e Zorja, Kędziora gioca la sua 100ª partita con la maglia della squadra ucraina.
Il 17 marzo, a seguito della Crisi russo-ucraina, utilizza la nuova regola FIFA che gli permette di accasarsi ad un'altra squadra sino al 30 giugno 2022, facendo così ritorno al Lech. A maggio 2022 si laurea campione di Polonia per la seconda volta in carriera.

### Nazionale
Dopo aver giocato con le varie rappresentative giovanili della Polonia, esordisce in nazionale maggiore il 13 novembre 2017, in amichevole contro il Messico, disputando l'intera gara.
Il 9 ottobre 2021 realizza il suo primo gol in nazionale in occasione del successo per 5-0 contro San Marino.

## Statistiche

### Presenze e reti nei club
Statistiche aggiornate al 27 luglio 2022.
| Stagione           | Squadra            | Campionato         | Campionato | Campionato | Coppe nazionali | Coppe nazionali | Coppe nazionali | Coppe continentali | Coppe continentali | Coppe continentali | Altre coppe | Altre coppe | Altre coppe | Totale | Totale |
| Stagione           | Squadra            | Comp               | Pres       | Reti       | Comp            | Pres            | Reti            | Comp               | Pres               | Reti               | Comp        | Pres        | Reti        | Pres   | Reti   |
| ------------------ | ------------------ | ------------------ | ---------- | ---------- | --------------- | --------------- | --------------- | ------------------ | ------------------ | ------------------ | ----------- | ----------- | ----------- | ------ | ------ |
| 2012-2013          | Lech Poznań        | EK                 | 8          | 0          | PP              | 0               | 0               | UEL                | 1                  | 0                  | -           | -           | -           | 9      | 0      |
| 2013-2014          | Lech Poznań        | EK                 | 14         | 1          | PP              | 0               | 0               | UEL                | 2                  | 1                  | -           | -           | -           | 16     | 1      |
| 2014-2015          | Lech Poznań        | EK                 | 35         | 3          | PP              | 5               | 0               | UEL                | 4                  | 1                  | -           | -           | -           | 44     | 4      |
| 2015-2016          | Lech Poznań        | EK                 | 24         | 0          | PP              | 4               | 0               | UCL+UEL            | 3+6                | 0+1                | SP          | 1           | 1           | 38     | 2      |
| 2016-2017          | Lech Poznań        | EK                 | 36         | 1          | PP              | 7               | 1               | -                  | -                  | -                  | SP          | 1           | 0           | 44     | 1      |
| Totale Lech Poznań | Totale Lech Poznań | Totale Lech Poznań | 117        | 5          |                 | 16              | 2               |                    | 16                 | 3                  |             | 2           | 1           | 151    | 11     |
| 2017-2018          | Dinamo Kiev        | PL                 | 22         | 1          | KU              | 4               | 0               | UCL+UEL            | 0+10               | 0                  | SU          | 0           | 0           | 36     | 1      |
| 2018-2019          | Dinamo Kiev        | PL                 | 27         | 2          | KU              | 1               | 0               | UCL+UEL            | 4+10               | 1+1                | SU          | 1           | 0           | 43     | 4      |
| 2019-2020          | Dinamo Kiev        | PL                 | 27         | 0          | KU              | 3               | 0               | UCL+UEL            | 2+6                | 0+0                | SU          | 1           | 0           | 39     | 0      |
| 2020-2021          | Dinamo Kiev        | PL                 | 25         | 1          | KU              | 1               | 0               | UCL+UEL            | 9+4                | 0                  | SU          | 1           | 0           | 40     | 1      |
| 2021-mar. 2022     | Dinamo Kiev        | PL                 | 15         | 1          | KU              | 1               | 0               | UCL                | 5                  | 0                  | SU          | 1           | 0           | 22     | 1      |
| mar.-mag. 2022     | Lech Poznań        | EK                 | 6          | 1          | PP              | 1               | 0               | -                  | -                  | -                  | -           | -           | -           | 7      | 1      |
| 2022-gen.2023      | Dinamo Kiev        | PL                 | 9          | 0          | -               | -               | -               | UCL+UEL            | 6+3                | 0                  | SU          | 0           | 0           | 18     | 0      |
| Totale Dinamo Kiev | Totale Dinamo Kiev | Totale Dinamo Kiev | 126        | 5          |                 | 9               | 0               |                    | 59                 | 2                  |             | 4           | 0           | 198    | 7      |
| gen.-giu. 2023     | PAOK               | SL                 | 8          | 1          | CG              | 2               | 0               |                    | -                  | -                  |             | -           | -           | 10     | 1      |
| 2023-2024          | PAOK               | SLE                | 29         | 1          | CG              | 5               | 1               | UECL               | 14                 | 1                  | -           | -           | -           | 48     | 3      |
| 2024-2025          | PAOK               | SLE                | 25         | 0          | CG              | 3               | 0               | UCL+UEL            | 2+12               | 0+0                | -           | -           | -           | 42     | 0      |
| Totale PAOK        | Totale PAOK        | Totale PAOK        | 62         | 2          |                 | 10              | 1               |                    | 28                 | 1                  |             | -           | -           | 100    | 4      |
| Totale carriera    | Totale carriera    | Totale carriera    | 311        | 13         |                 | 36              | 3               |                    | 103                | 6                  |             | 6           | 1           | 456    | 23     |

### Cronologia presenze e reti in nazionale
| Cronologia completa delle presenze e delle reti in nazionale ― Polonia | Cronologia completa delle presenze e delle reti in nazionale ― Polonia | Cronologia completa delle presenze e delle reti in nazionale ― Polonia | Cronologia completa delle presenze e delle reti in nazionale ― Polonia | Cronologia completa delle presenze e delle reti in nazionale ― Polonia | Cronologia completa delle presenze e delle reti in nazionale ― Polonia | Cronologia completa delle presenze e delle reti in nazionale ― Polonia | Cronologia completa delle presenze e delle reti in nazionale ― Polonia |
| Data                                                                   | Città                                                                  | In casa                                                                | Risultato                                                              | Ospiti                                                                 | Competizione                                                           | Reti                                                                   | Note                                                                   |
| ---------------------------------------------------------------------- | ---------------------------------------------------------------------- | ---------------------------------------------------------------------- | ---------------------------------------------------------------------- | ---------------------------------------------------------------------- | ---------------------------------------------------------------------- | ---------------------------------------------------------------------- | ---------------------------------------------------------------------- |
| 13-11-2017                                                             | Danzica                                                                | Polonia                                                                | 0 – 1                                                                  | Messico                                                                | Amichevole                                                             | -                                                                      |                                                                        |
| 23-3-2018                                                              | Breslavia                                                              | Polonia                                                                | 0 – 1                                                                  | Nigeria                                                                | Amichevole                                                             | -                                                                      | 86’                                                                    |
| 27-3-2018                                                              | Varsavia                                                               | Polonia                                                                | 3 – 2                                                                  | Corea del Sud                                                          | Amichevole                                                             | -                                                                      | 67’                                                                    |
| 11-9-2018                                                              | Breslavia                                                              | Polonia                                                                | 1 – 1                                                                  | Irlanda                                                                | Amichevole                                                             | -                                                                      |                                                                        |
| 15-11-2018                                                             | Danzica                                                                | Polonia                                                                | 0 – 1                                                                  | Rep. Ceca                                                              | Amichevole                                                             | -                                                                      |                                                                        |
| 11-10-2018                                                             | Chorzów                                                                | Polonia                                                                | 2 – 3                                                                  | Portogallo                                                             | UEFA Nations League 2018-2019 - 1º turno                               | -                                                                      | 46’                                                                    |
| 20-11-2018                                                             | Guimarães                                                              | Portogallo                                                             | 1 – 1                                                                  | Polonia                                                                | UEFA Nations League 2018-2019 - 1º turno                               | -                                                                      |                                                                        |
| 21-3-2019                                                              | Vienna                                                                 | Austria                                                                | 0 – 1                                                                  | Polonia                                                                | Qual. Euro 2020                                                        | -                                                                      |                                                                        |
| 24-3-2019                                                              | Varsavia                                                               | Polonia                                                                | 2 – 0                                                                  | Lettonia                                                               | Qual. Euro 2020                                                        | -                                                                      | 69’                                                                    |
| 7-6-2019                                                               | Skopje                                                                 | Macedonia del Nord                                                     | 0 – 1                                                                  | Polonia                                                                | Qual. Euro 2020                                                        | -                                                                      |                                                                        |
| 10-6-2019                                                              | Varsavia                                                               | Polonia                                                                | 4 – 0                                                                  | Israele                                                                | Qual. Euro 2020                                                        | -                                                                      |                                                                        |
| 6-9-2019                                                               | Lubiana                                                                | Slovenia                                                               | 2 – 0                                                                  | Polonia                                                                | Qual. Euro 2020                                                        | -                                                                      |                                                                        |
| 9-9-2019                                                               | Varsavia                                                               | Polonia                                                                | 0 – 0                                                                  | Austria                                                                | Qual. Euro 2020                                                        | -                                                                      |                                                                        |
| 10-10-2019                                                             | Riga                                                                   | Lettonia                                                               | 0 – 3                                                                  | Polonia                                                                | Qual. Euro 2020                                                        | -                                                                      |                                                                        |
| 16-11-2019                                                             | Gerusalemme                                                            | Israele                                                                | 1 – 2                                                                  | Polonia                                                                | Qual. Euro 2020                                                        | -                                                                      |                                                                        |
| 19-11-2019                                                             | Varsavia                                                               | Polonia                                                                | 3 – 2                                                                  | Slovenia                                                               | Qual. Euro 2020                                                        | -                                                                      | 45+3’ 85’                                                              |
| 4-9-2020                                                               | Amsterdam                                                              | Paesi Bassi                                                            | 1 – 0                                                                  | Polonia                                                                | UEFA Nations League 2020-2021 - 1º turno                               | -                                                                      |                                                                        |
| 7-9-2020                                                               | Zenica                                                                 | Bosnia ed Erzegovina                                                   | 1 – 2                                                                  | Polonia                                                                | UEFA Nations League 2020-2021 - 1º turno                               | -                                                                      |                                                                        |
| 11-10-2020                                                             | Danzica                                                                | Polonia                                                                | 0 – 0                                                                  | Italia                                                                 | UEFA Nations League 2020-2021 - 1º turno                               | -                                                                      | 55’                                                                    |
| 14-10-2020                                                             | Breslavia                                                              | Polonia                                                                | 3 – 0                                                                  | Bosnia ed Erzegovina                                                   | UEFA Nations League 2020-2021 - 1º turno                               | -                                                                      | 72’                                                                    |
| 18-11-2020                                                             | Chorzów                                                                | Polonia                                                                | 1 – 2                                                                  | Paesi Bassi                                                            | UEFA Nations League 2020-2021 - 1º turno                               | -                                                                      |                                                                        |
| 1-6-2021                                                               | Breslavia                                                              | Polonia                                                                | 1 – 1                                                                  | Russia                                                                 | Amichevole                                                             | -                                                                      | 56’                                                                    |
| 8-6-2021                                                               | Poznań                                                                 | Polonia                                                                | 2 – 2                                                                  | Islanda                                                                | Amichevole                                                             | -                                                                      |                                                                        |
| 5-9-2021                                                               | Serravalle                                                             | San Marino                                                             | 1 – 7                                                                  | Polonia                                                                | Qual. Mondiali 2022                                                    | -                                                                      |                                                                        |
| 9-10-2021                                                              | Varsavia                                                               | Polonia                                                                | 5 – 0                                                                  | San Marino                                                             | Qual. Mondiali 2022                                                    | 1                                                                      |                                                                        |
| 15-11-2021                                                             | Varsavia                                                               | Polonia                                                                | 1 – 2                                                                  | Ungheria                                                               | Qual. Mondiali 2022                                                    | -                                                                      | 67’                                                                    |
| 16-6-2023                                                              | Varsavia                                                               | Polonia                                                                | 1 – 0                                                                  | Germania                                                               | Amichevole                                                             | -                                                                      |                                                                        |
| 20-6-2023                                                              | Chișinău                                                               | Moldavia                                                               | 3 – 2                                                                  | Polonia                                                                | Qual. Euro 2024                                                        | -                                                                      |                                                                        |
| 7-9-2023                                                               | Varsavia                                                               | Polonia                                                                | 2 – 0                                                                  | Fær Øer                                                                | Qual. Euro 2024                                                        | -                                                                      |                                                                        |
| 10-9-2023                                                              | Tirana                                                                 | Albania                                                                | 2 – 0                                                                  | Polonia                                                                | Qual. Euro 2024                                                        | -                                                                      | 81’                                                                    |
| 12-10-2023                                                             | Tórshavn                                                               | Fær Øer                                                                | 0 – 2                                                                  | Polonia                                                                | Qual. Euro 2024                                                        | -                                                                      |                                                                        |
| 15-10-2023                                                             | Varsavia                                                               | Polonia                                                                | 1 – 1                                                                  | Moldavia                                                               | Qual. Euro 2024                                                        | -                                                                      | 84’                                                                    |
| Totale                                                                 |                                                                        | Presenze                                                               | 32                                                                     |                                                                        | Reti                                                                   | 1                                                                      |                                                                        |

## Palmarès

### Club

#### Competizioni nazionali
- Campionato polacco: 2

Lech Poznan: 2014-2015, 2021-2022
- Supercoppa di Polonia: 2

Lech Poznan: 2015, 2016
- Supercoppa d'Ucraina: 3

Dinamo Kiev: 2018, 2019, 2020
- Coppa d'Ucraina: 1

Dinamo Kiev: 2019-2020
- Campionato ucraino: 1

Dinamo Kiev: 2020-2021
- Campionato greco: 1

PAOK: 2023-2024